# Mohammad Daud Khan
Mohammed Daoud Khan eller Daud Khan (18. juli 1909 – 28. april 1978) var den 5. premierminister i Afghanistan fra 1953 til 1968 og den første præsident i Afghanistan fra 1973 til 1978.

## Biografi
Khan blev født ind i den kongelige familie. Han væltede Musahiban-monarkiet og sin fætter Mohammed Zahir Shah og erklærede sig selv den første præsident i Afghanistan i 1973. Han havde denne position, indtil han blev snigmyrdet i 1978 under Saur-revolutionen, der var ledet af det kommunistiske "People's Democratic Party of Afghanistan" (PDPA). Mordet indledte den igangværende borgerkrig i Afghanistan.
Khan var kendt for sine progressive politikker, bestræbelser på at forbedre kvinders rettigheder, Pashtun nationalisme og for at indlede to femårige moderniseringsplaner, som øgede arbejdsstyrken med omkring 50 procent. 